# Zorocrates badius
Zorocrates badius is een spinnensoort uit de familie Zoropsidae. De soort komt voor in Mexico.